# Manor Solomon
Manor Solomon (hebreiska:מנור סולומון), född 24 juli 1999 i Kfar Saba, är en israelisk professionell fotbollsspelare som spelar som yttermittfältare för Tottenham Hotspur i engelska Premier League och för det israeliska landslaget. Solomon har gjort sig känd för sin snabbhet, dribblingar samt för sin kreativa förmåga att både göra mål och spela fram till mål.
Han innehar även ett portugisiskt pass på grund av sin sefardiska härkomst.

## Spelarkarriär
Den 26 november 2016, vid 17 års ålder, gjorde Solomon sin seniordebut för Ligat Haal-klubben Maccabi Petah Tikva när han byttes in i den 54:e matchminuten mot Hapoel Haifa. Den 28 januari 2017 gjorde Solomon sitt första ligamål i en 2–0 hemmaseger mot Bnei Yehuda Tel Aviv.
Solomon togs ut i "50 for the Future: UEFA.com's Ones to Watch for 2018–19".
Den 11 januari 2019 värvades Solomon av den ukrainska klubben Sjachtar Donetsk för 6 miljoner euro, då den femte högsta övergångssumman för en israelisk fotbollsspelare. Solomon gjorde sitt första UEFA Champions League-mål när han i den 95:e matchminuten gjorde 2-1 mot Atalanta, den 1 oktober 2019. Detta gjorde honom till den yngste israeliska fotbollsspelaren någonsin att göra mål i Champions League, vid 20 års ålder.
Den 25 juli 2022 tillkännagav den engelska Premier League-klubben Fulham att Solomon skulle ansluta på ett ettårigt lån, efter ett FIFA-beslut angående det rysk-ukrainska kriget som tillåter utländska spelare att skjuta upp sina kontrakt med ukrainska klubbar till den 30 juni 2023. Solomon gjorde sitt första mål för Fulham efter att ha kommit in som avbytare i en match mot Nottingham Forest.
Den 11 juli 2023 skrev Solomon som free agent på ett femårskontrakt med Tottenham Hotspur. Han gjorde sin debut klubben den 19 augusti 2023 då han kom in som sen avbytare till Dejan Kulusevski. Solomon skulle endast göra sex matcher för klubben under säsongen då han i oktober drabbades av en knäskada och missade resten av säsongen.
Den 27 augusti 2024 lånades Solomon ut av klubben till Leeds United i EFL Championship över säsongen 2024/25 där han skulle spela en avgörande roll till klubbens återkomst till Premier League då han gjorde 10 mål och 12 assist på 39 spelade matcher. I juli 2025 återvände han till Tottenham.

## Landslagskarriär
Den 7 september 2018 gjorde Solomon sin seniordebut för det israeliska landslaget, när han kom in som avbytare i den 71:a minuten i en UEFA Nations League-match mot Albanien. Den 18 november 2020 gjorde Solomon sitt första, och matchens enda, mål mot Skottland.

## Privatliv
Solomon och hans flickvän Dana Vushina evakuerades säkert av den israeliska regeringen från Ukraina (som utländsk spelare för den ukrainska klubben Sjachtar Donetsk vid den tidpunkten) i februari 2022 efter Rysslands invasion av Ukraina. De togs på en lång bilresa till den polska gränsen. Efter Solomons och Voshinas bröllop i Israel i juni 2025 var de fast i landet efter att det israeliska luftrummet stängts ner på grund av de ökande spänningarna mellan Israel och Iran.